# 목성 얼음 위성 탐사선
목성 얼음 위성 탐사선(Juice, JUpiter ICy moons Explorer, 이전 명칭: JUICE)은 거대 기체 행성인 목성과 목성의 갈릴레이 위성 (가니메데 · 칼리스토 · 유로파) 탐사 또는 행성간 우주비행을 목적으로, 유럽 우주국이 쿠루의 기아나 우주 센터에서 2023년 4월 14일에 발사한 무인 우주 탐사선이다.

## 과학 기기
기존의 플루토늄 기반 핵전지 대신 850W급 태양광 패널로 주요 시스템을 구동하며 중력도움(gravity assist)으로 목성까지 순항할 수 있는 추진력을 얻는다. 지하 9km까지 관측할 수 있는 16m 길이의 탐사용 레이더 사운더 또는 레이더 안테나 라임 (Radar for Icy Moons Exploration, RIME), 12인치 안테나를 장착한 스펙트럼 분석용 스펙트로미터 SWI(Sub-milimeter Wave Instrument), 판 구조론을 바탕으로 얼음판의 이동과 변형(구조와 지질, 지각 변동)을 연구할 아이스 테크토닉스 용 가니메데 레이저 고도계(GALA, Ganymede Laser Altimeter), 자체 자기장을 보유한 유일한 태양계 위성인 가니메데에서 직류자기장의 벡터와 크기를 측정하고 얼음 위성의 내부구조를 탐사할 J-MAG 자력계(Juice magnetometer package), 라디오 및 플라즈마 파장 분석 장비(RPWI, radio and plasma wave investigation), 길이 10.6m의 J-MAG & RPWI 공용 자력계 붐(Magnetometer Boom), JANUS 광학 카메라 시스템('Jovis, Amorum ac Natorum Undique Scrutator' optical camera system), 목성의 대기권 구름 연구용 MAJIS 가시광선& 근적외선 이미징 분광계('Moons and Jupiter Imaging Spectrometer' visible and near-infrared imaging spectrometer), 자외선 분광기(UVS, UV Spectrograph or UV Imaging Spectrometer), 목성과 위성의 대기 관측용 주파수믹싱 전파망원경 SWI(sub-millimetre wave instrument), 목성 자기권 내의 중성입자 및 하전입자 측량용 입자 분광계 PEP(particle environment package), 목성 및 위성의 중립대기(neutral atmosphere)와 전리층, 중력장을 탐사할 3GM(Geodesy and Geophysics of Jupiter and Galilean Moons) Radio Science Experiment 등 11개의 과학기기들을 이용해 목성의 위성들을 플라이바이(근접비행) 방식으로 원격 탐사할 예정이다.

## 기타
우주선 자체의 추력이 아닌, 천체역학의 스윙바이(중력 도움, gravitational slingshot) 또는 플라이바이 방식으로 순항한다. 플라이바이는 중력을 이용해 단시간에 수행하는 '저공비행'(근접통과)이고, 스윙바이는 행성의 중력과 원심력의 도움을 각각 활용하는 항법이다.
전력원인 태양광 패널 외에도, 다수의 플라이바이 미션을 수행하거나 목성에서 최종 목적지인 가니메데로 방향을 전환할 때 자세 및 궤도제어 정밀기동을 실행하기 위한 목적으로 3,650kg의 추진체를 본체에 싣고 있다.
이오를 제외한 목성의 위성들은 두꺼운 얼음층 아래에 상당히 많은 액체 상태의 물(바다)이 있을 것으로 추정되며, 인류의 행성 거주가능성을 조사하기 위해 무인 탐사선이 발사되었다. 또한 내부에 많은 물과 자기장이 존재하고 있을 것으로 예상되는 가니메데를 정밀 탐사하고 지구 이외의 행성에서 생명체의 존재 가능성에 대해서도 추가로 조사할 예정이다. 2012년 5월 2일, 유럽우주국의 코스믹 비전 항공 우주 프로그램(2015-2025)에서 처음으로 ESA의 목성계 임무 계획(ESA Juice mission to the Jupiter system)이 발표되었다.

## 같이 보기
- 목성 탐사
- 갈릴레오
- 주노
- 목성을 근접 통과한 탐사선: 파이어니어 10호/11호, 보이저 1호/2호, 율리시스, 카시니-하위헌스, 뉴 허라이즌스 호
- 목성의 위성